# S8 (Berlijn)
De S8 is een lijn van de S-Bahn van Berlijn. De lijn verbindt Wildau in de deelstaat Brandenburg met het eveneens in Brandenburg gelegen Birkenwerder. De lijn loopt door Berlijn via onder andere de stations Schöneweide, Ostkreuz, Bornholmer Straße en Pankow. De lijn telt 26 stations en heeft een lengte van 56,4 kilometer; de reistijd over de gehele lijn bedraagt 78 minuten. De lijn wordt uitgevoerd door de S-Bahn Berlin GmbH, een dochteronderneming van de Deutsche Bahn.
De spoorverbinding maakt van zuid naar noord gebruik van het traject van de Spoorlijn Berlijn - Görlitz, de Ringbahn, de Berliner Außenring en de Spoorlijn Berlijn - Stralsund.